# Saint-Laurent (Lot e Garonna)
Saint-Laurent è un comune francese di 479 abitanti situato nel dipartimento del Lot e Garonna nella regione della Nuova Aquitania.

## Società

### Evoluzione demografica
Abitanti censiti